# Perizoma albimacula
Perizoma albimacula är en fjärilsart som beskrevs av Louis Beethoven Prout 1914. Perizoma albimacula ingår i släktet Perizoma och familjen mätare. Inga underarter finns listade i Catalogue of Life.